# Slumberland (película de 2022)
Slumberland (también, El país de los sueños o El País de los Sueños) es una película estadounidense de fantasía y comedia de aventuras dirigida por Francis Lawrence, con un guion de David Guion y Michael Handelman para Netflix. Basada en la serie de cómics titulada Little Nemo in Slumberland, de Winsor McCay, está protagonizada por Marlow Barkley, Jason Momoa, Weruche Opia, India de Beaufort, Kyle Chandler y Chris O'Dowd. Se estrenó el 18 de noviembre de 2022.

## Premisa
Nemo, una niña (Marlow Barkley) tras la muerte trágica de su padre, descubre un mapa secreto del mundo de los sueños y, con la ayuda de un forajido excéntrico, Flip, atraviesa los sueños y huye de las pesadillas, con la esperanza de volver a ver a su difunto padre.

## Reparto
- Marlow Barkley como Nemo, una joven que sueña con Slumberland. El personaje es un niño en la tira cómica de 1900.[2]
  - Abigail White trabaja como la doble de fotos de Nemo.
- Jason Momoa como Flip, un estafador con dientes afilados y las orejas y cuernos de una cabra que se convierte en el compañero de Nemo y era un antiguo amigo del padre de Nemo, Peter. El personaje es un payaso en la tira cómica de 1900.[2]
- Chris O'Dowd como Philip, el tío de Nemo que trabaja como vendedor de pomos de puerta que es la contraparte del mundo despierto de Flip
  - Cameron Nicoll como el joven Phillip
- Kyle Chandler como Peter, el padre de Nemo y ex farero que se pierde en el mar.
  - Antonio Rane Pastore como el joven Pedro.
- Weruche Opia como el Agente Green, un agente de la Oficina de Actividades Subconscientes que Flip ha estado eludiendo.
- India de Beaufort como la Sra. Arya, la consejera escolar de la escuela de Nemo.
- Chris D'Silva como Jamal, amigo de la escuela de Nemo.[3]
- Yanna McIntosh como Carla, una amiga de Peter y Nemo.
- Izaak Smith como un chico canadiense que sueña con montar un ganso gigante de Canadá.
- Michael Blake como un contador cuyos sueños lo tienen con más cabello.
- Humberly González como Graciela, una monja que sueña con ser bailarina de salsa.
- Ava Cheung como Ho-Sook
- Leslie Adlam como el agente Brown, un agente de la Oficina de Actividades Subconscientes.
- Jamillah Ross como Agente Naranja, una agente de la Oficina de Actividades Subconscientes.
- Tonya Cornelisse como Agente Rojo, una agente de la Oficina de Actividades Subconscientes.
- Katerina Taxia como Janice, una señora del almuerzo.

## Producción

### Desarrollo y casting
El 3 de marzo de 2020, se anunció que Jason Momoa protagonizaría una adaptación en vivo de la serie de cómics Little Nemo in Slumberland de Winsor McCay del director Francis Lawrence, con la distribución y producción de Netflix a partir del verano de ese mismo año. Sin embargo, debido a la pandemia de COVID-19, se pospuso la filmación del proyecto. El 12 de octubre de 2020, Kyle Chandler se unió al elenco de la película, donde ya se había confirmado que Chris O'Dowd y Marlow Barkley protagonizarían. Al año siguiente, el 18 de febrero, Weruche Opia e India de Beaufort fueron elegidas. El rodaje comenzó en febrero de 2021, en Toronto, y concluyó el 19 de mayo de 2021.

### Rodaje
La filmación comenzó el 18 de febrero de 2021 en Toronto y concluyó el 19 de mayo de 2021.

### Posproducción
Pinar Toprak compuso la partitura musical.  DNEG y Framestore proporcionaron los efectos visuales. Los efectos visuales adicionales fueron realizados por Scanline VFX, Ghost VFX, Important Looking Pirates, Outpost VFX, Rodeo FX, Incessant Rain Studios. y Pinscreen, que hizo AI VFX. Los títulos principales y finales de la película fueron hechos por Imaginary Forces.

## Lanzamiento
Slumberland fue lanzado el 18 de noviembre de 2022 por Netflix.  En su primera semana de lanzamiento, Slumberland fue el quinto programa más transmitido para la semana del 21 al 27 de noviembre, acumulando más de 1.12 millones de minutos vistos en toda la plataforma. 

## Recepción
En el sitio web agregador de reseñas Rotten Tomatoes, el 40% de las 42 críticas de los críticos son positivas, con una calificación promedio de 5.3 / 10. El consenso del sitio web dice: "Los cómics clásicos de Nemo de Winsor McCay son un terreno fértil para el cineasta adecuado, pero Slumberland abandona el espíritu de las tiras en favor del espectáculo sin sentido".  Metacritic, que utiliza un promedio ponderado, asignó a la película una puntuación de 40 sobre 100, basada en 16 críticos, lo que indica "críticas mixtas o promedio". 

### Reconocimientos
La película fue nominada para dos premios (Personaje Animado Sobresaliente en una Característica Fotorrealista y Entorno Creado Sobresaliente en una Característica Fotorrealista) en los 21st Visual Effects Society Awards. 